# Silverån

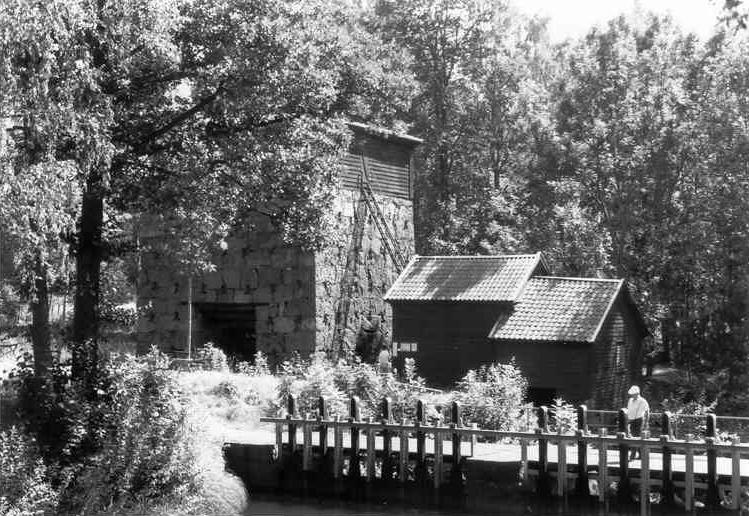
Hagelsrums masugn med Silverån

Silverån är en å i södra Östergötland och i norra Småland, som är ett biflöde till Emån. Silveråns längd är omkring 75 kilometer, dock 87 kilometer räknat från det största biflödet Bruzaåns källa. Avrinningsområdet är 702 kvadratkilometer.
Silveråns källsjö är Boen (205 meter över havet), på gränsen mellan Ydre kommun (Östergötlands län) och Eksjö kommun (Jönköpings län), en halvmil sydväst om Svinhult. Ån rinner först några kilometer norrut, in i Östergötland, och passerar sjön Boen (204 meter över havet, 0,8 kvadratkilometer). Strax därefter antar ån en huvudsakligen ostsydostlig bana. Den utgör under drygt tjugo kilometer länsgräns mellan Jönköpings län och Kalmar län, och mottar sitt största biflöde Bruzaån nära Mariannelund. Ån passerar tätorterna Lönneberga, Silverdalen och Hultsfred, rinner igenom sin största sjö Hulingen (95 meter över havet, 7 kvadratkilometer), passerar nära Målilla och mynnar i Emån vid Rosenfors.
Mellan Hultsfred och Målilla passerar Silverån Hagelsrums masugn.
Silverån har få sjöar inom sitt avrinningsområde, och flödet kan därför ändras snabbt.